# PowerPC 601

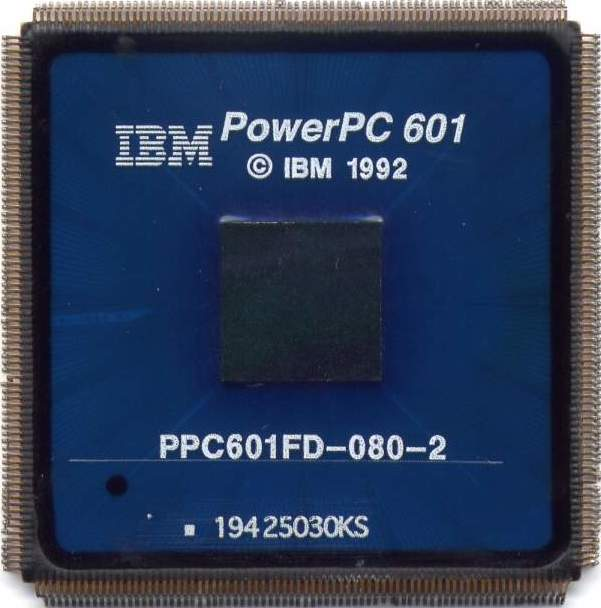
IBM PowerPC 601.

Il PowerPC 601  è il primo microprocessore basato sul set di istruzioni PowerPC. Venne presentato con la linea di processori IBM POWER2. Essendo una versione semplificata e ridotta del RISC Single Chip (RSC) il processore gestiva unicamente il set di istruzioni PowerPC e non l'intero set di istruzione POWER. Il PowerPC 601 fu sviluppato in collaborazione da IBM, Motorola e Apple Computer. Il processore rappresenta la prima generazione PowerPC (PowerPC G1).

## Storia
Lo sviluppo del processore cominciò nel 1993. Venne commercializzato a partire dal marzo 1994  a frequenze di 50 o 66 MHz. Pochi mesi dopo vennero commercializzati modelli a 66, 75 e 80 MHz. A fine 1994 venne commercializzata un'evoluzione il 601v con tensione di funzionamento inferiore e frequenza di 100 e 120 MHz.
Venne prodotto da IBM e Motorola che si incaricò della distribuzione. Venne utilizzato dalla prima generazione di Power Macintosh, i Power Macintosh 6100, 7100, 8100 mentre il 601v venne utilizzato dal Power Macintosh 6200, 7200 e dall'8200

## Architettura
Il primo processore PowerPC era un ponte tra l'architettura POWER e PowerPC, integrava un bus 60x sviluppato per il processore Motorola 88000. Il processore includeva istruzioni PowerPC e POWER.
Il processore poteva gestire tre istruzioni per ciclo di clock grazie a una pipeline con tre unità di esecuzioni:
- Unità di gestione degli interi (FXU)
- Unità di gestione dei numeri in virgola mobile (FPU)
- Unità di gestione dei salti (BPU)

Il processore possedeva un'unità di gestione della memoria e la capacità di auto test.

## Caratteristiche

### PowerPC 601
- Presentazione: marzo 1994
- Tecnologia: 600 nanometri
- Transistor: 2.8 Milioni
- Dimensione die: 121 mm²
- Frequenza: 50, 60, 66 75 e 80 MHz
- Voltaggio: 3.3 Volt
- Architettura: 32 bit
- Bus degli indirizzi: 32 bit
- Bus dei dati 64 bit
- Cache primo livello: 32 KB
- Cache secondo livello: non presente
- Prestazioni: SPECint92: 60 /SPECfp92: 70
- Consumo: 6.5 W a 66 MHz

### PowerPC 601v
- Presentazione: novembre 1994
- Tecnologia: 500 nanometri
- Transistor: 2.8 Milioni
- Dimensione die: 74 mm²
- Frequenza: 100, 110 e 120 MHz
- Voltaggio: 2.5 Volt
- Architettura: 32 bit
- Bus degli indirizzi: 32 bit
- Bus dei dati 64 bit
- Cache primo livello: 32 KB
- Cache secondo livello: non presente